# Zé Kalanga
Paulo Batista Nsimba (Luanda, Provincia de Luanda, Angola, 10 de diciembre de 1983), conocido como Zé Kalanga, es un futbolista angoleño que juega en el Santa Rita C.F.C de Angola.

## Biografía
Zé Kalanga comenzó su carrera en el club Petro Atlético de su ciudad natal de Luanda. Luego de su buen desempeño en la Copa Mundial de Fútbol de 2006 con su selección Zé Kalanga fue adquirido por el Dinamo Bucarest, uno de los clubes más importantes de Rumania, con quien ganó la Liga I en la temporada 2006-07.
En junio de 2007 fue prestado al Boavista FC de Portugal.

## Selección nacional
Zé Kalanga debutó con la Selección de fútbol de Angola en 2004 en un partido contra Nigeria. Desde entonces se ha convertido en habitual titular de su seleccionado. Además, Zé Kalanga formó parte del equipo angoleño que jugó por primera vez una Copa Mundial de Fútbol durante el campeonato celebrado en 2006. Su actuación más destacada en el campeonato fue en el empate 1:1 contra Irán donde asistió a Flávio Amado para convertir el primer gol de Angola en el Mundial y, luego, fue elegido "Hombre del Partido".

### Participaciones con la selección
| Torneo                                  | Sede     | Resultado        |
| --------------------------------------- | -------- | ---------------- |
| Copa Africana de Naciones de 2006       | Egipto   | Primera ronda    |
| Copa Mundial de Fútbol de 2006          | Alemania | Primera fase     |
| Copa Africana de Naciones de 2008       | Ghana    | Cuartos de final |
| Copa Africana de Naciones de 2010       | Angola   | Cuartos de final |
| Campeonato Africano de Naciones de 2011 | Sudán    | Subcampeón       |

## Clubes
| Club                 | País     | Año             |
| -------------------- | -------- | --------------- |
| Real Betis Balompié  | España   | 1999 - 2003     |
|                      |          | 2003 - 2007     |
| Boavista FC          | Portugal | 2007 - 2008     |
| Dinamo Bucarest      | Rumania  | 2008 - 2010     |
| CRD Libolo           | Angola   | 2010 - 2011     |
| Santos Futebol Clube | Angola   | 2011 - 2012     |
| Bravos do Maquis     | Angola   | 2013 - 2016     |
| Santa Rita C.F.C     | Angola   | 2017 - Presente |

## Palmarés

### Campeonatos nacionales
| Título | Club            | País    | Año       |
| ------ | --------------- | ------- | --------- |
| Liga I | Dinamo Bucarest | Rumania | 2006-2007 |

- Datos: Q247454
- Multimedia: Zé Kalanga / Q247454